# مانيوا (أوكاياما)
مدينة مانيوا (بالإنجليزية: Maniwa)‏ هي أحد المدن التابعة لمحافظة أوكاياما. تأسست رسميًا في 31/03/2005. ويقدر عدد سكانها بـ 50405 نسمة حسب تقدير مكتب الإحصاء الياباني لعام 2012. تبلغ مساحة مانيوا 828.43 كم2. بكثافة سكانية تبلغ 60.8 نسمة/كم2.

## توأمة
لمانيوا (أوكاياما) اتفاقيات توأمة مع كل من:
- City of Victor Harbor [الإنجليزية]‏
- هيغاشيومي
- ميتويو

## معرض صور

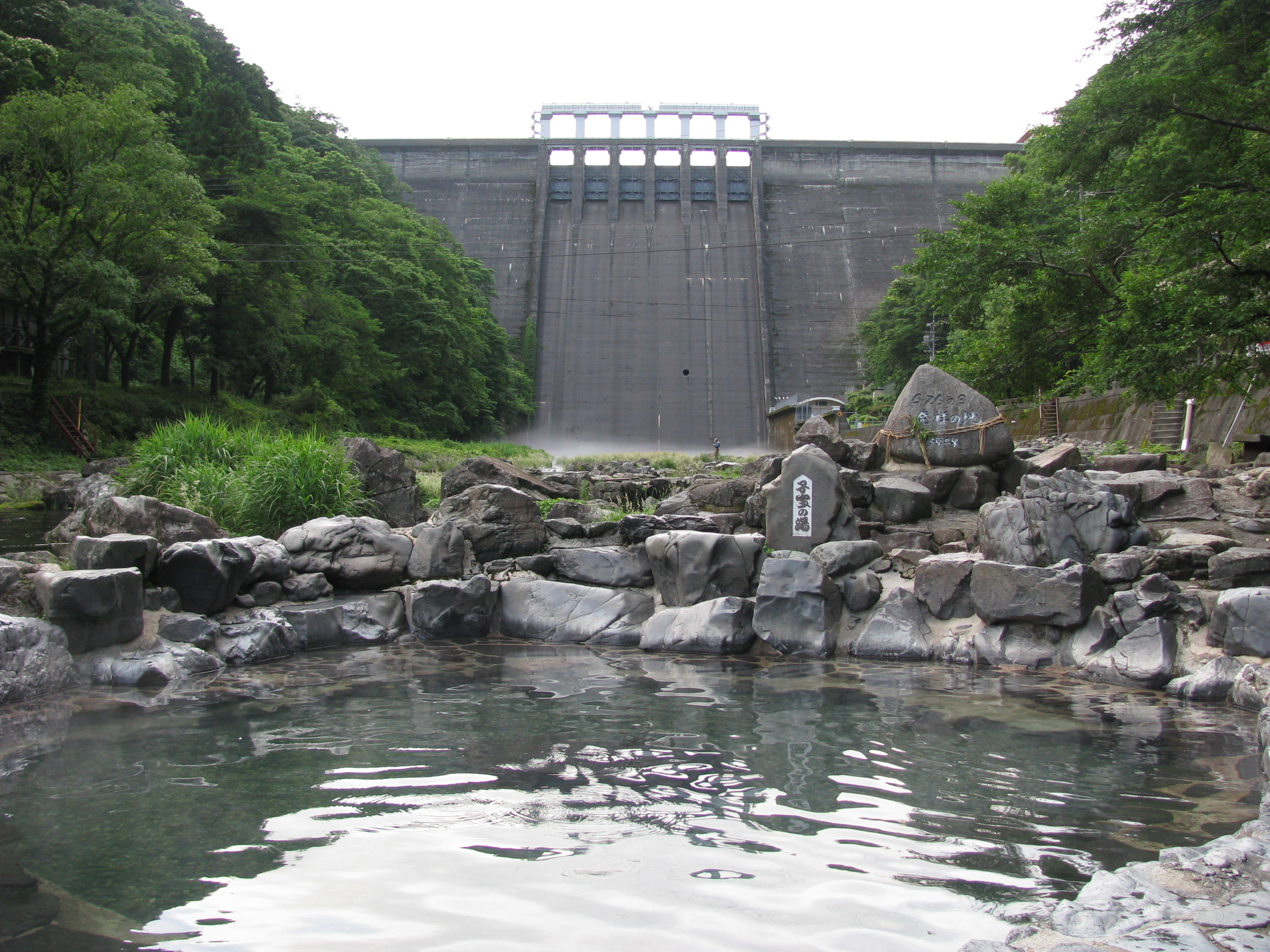
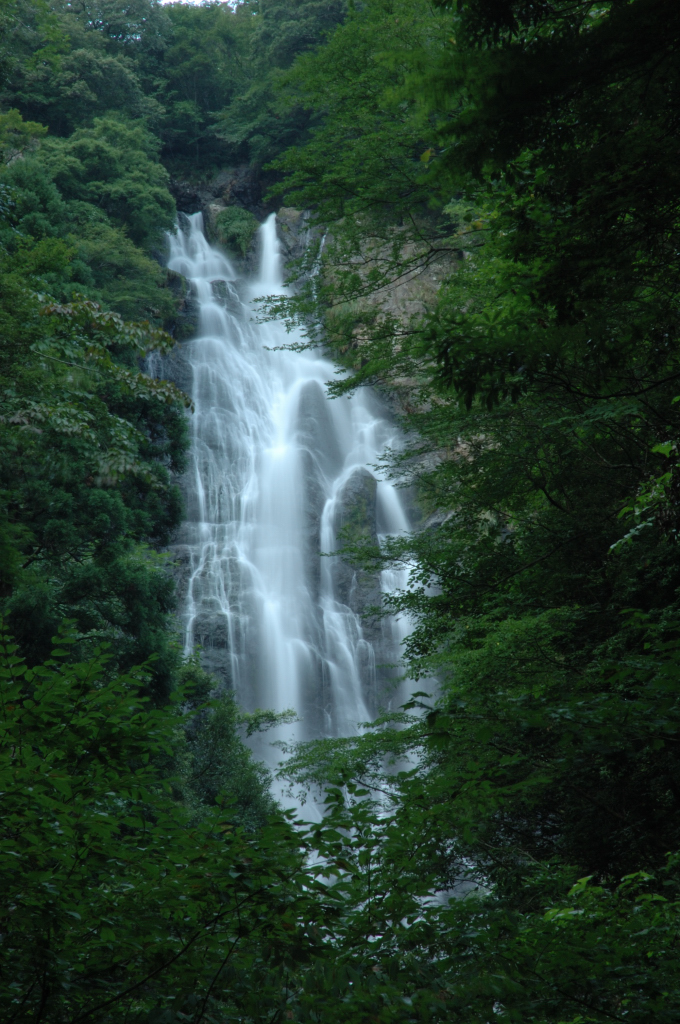
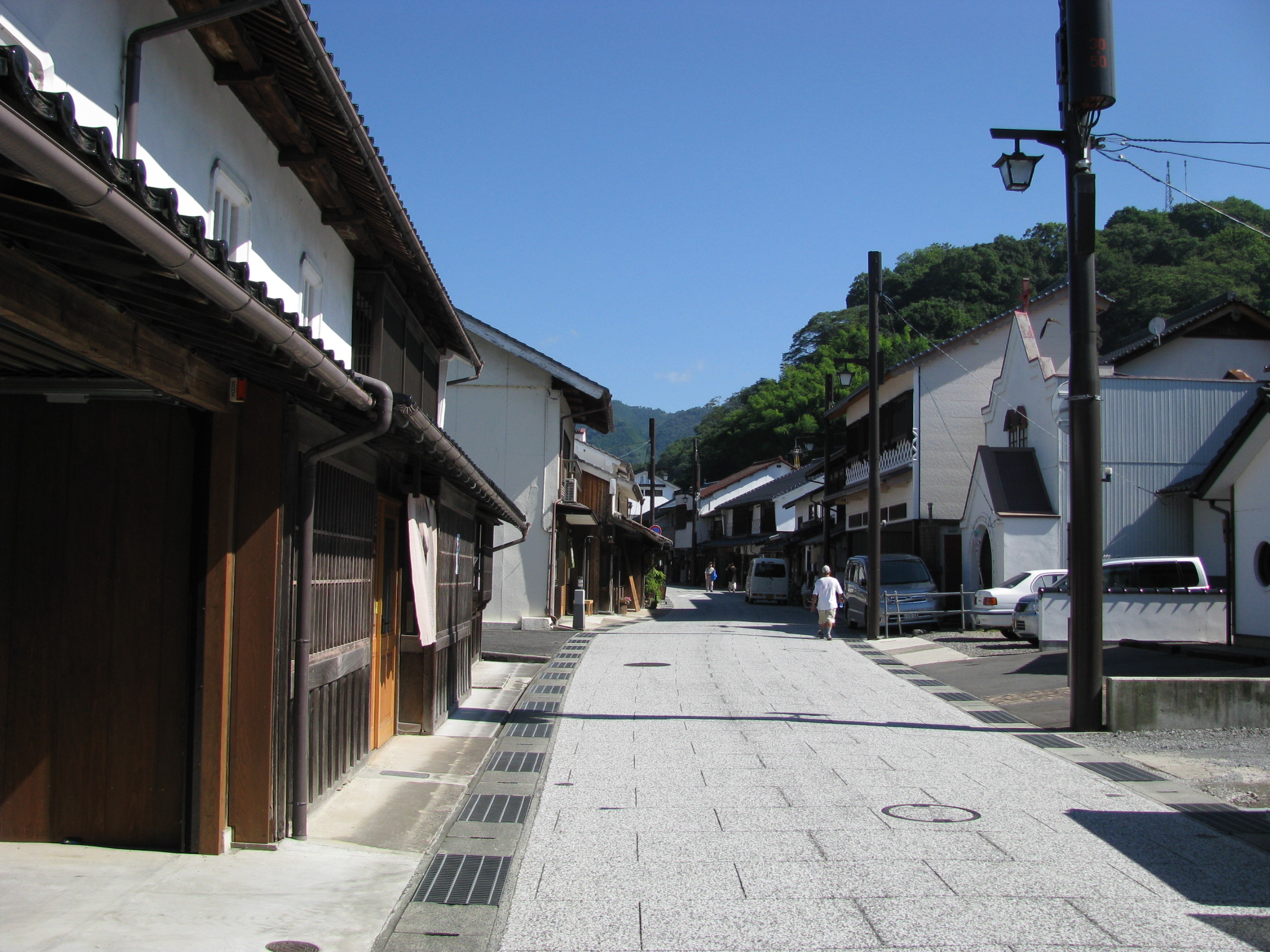